# Øster Ulslev Kirke
Øster Ulslev Kirke er en kirke fra omkring 1225 i Øster Ulslev på Lolland.
Kirken består af et romansk kor og skib og har ikke tårn, men en tagrytter opsat 1693. Den er ret lille, men har en del udvendige murstensornamenter.

## Inventar
- Døbefonten er romansk fra ca. 1225
- Prædikestolen er fra ca. 1625 nøje svarende til den i Musse Kirke
- Altertavlen er fra 1853 med et maleri af Jesus